# دونالد هورنيج
دونالد فريدريك هورنيج (بالإنجليزية: Donald Frederick Hornig)، (17 مارس 1920   - 21 يناير 2013) كان كيميائيًا أمريكيًا وخبيرًا بالمتفجرات وأستاذًا ومستشارًا للعلوم الرئاسية، وشغل منصب رئيس جامعة براون من 1970 إلى 1976.

## الحياة والوظيفة
ولد هورنيغ في ميلواكي، في ولاية ويسكونسن، لأبيه تشيستر آرثر هورنيغ وأمه إيما كنوث، التحق بمدرسة Milwaukee Country Day School، ثم حصل على شهادته الجامعية في الكيمياء من جامعة هارفارد. حصل هورنيغ على الدكتوراه من جامعة هارفارد في عام 1943 وكان عمره 23 سنة، عبر أطروحة حول التحقيق في موجة الصدمة الناتجة عن انفجار في الهواء. في 17 يوليو 1943، تزوج من ليلي هورنيغ. كان لدى الزوجين أربعة أطفال معًا: ثلاث فتيات، جوانا، وإلين، وليزلي، وصبي واحد هو كريستوفر.
بعد تخرجه، بدأ هورنيغ العمل في مختبر المتفجرات تحت الماء التابع لمعهد وودز هول لعلوم المحيطات، وأثناء وجوده هناك وفقًا لأحد الأقوال، تلقى دعوة لبدء وظيفة جديدة ولكن لم يتم إخباره بواجباته ولا حتى المكان الذي سينقل إليه. في البداية رفض هورنيغ العرض الوظيفي، لكن رئيس جامعة هارفارد جيمس كونانت ساعد في إقناعه بإعادة النظر في العرض. وهكذا، انضم هورنيغ إلى مختبر لوس ألاموس "مشروع Y "، حيث كان قائد مجموعة في مشروع مانهاتن. كان يعمل في وحدة إطلاق النار التي تم استعمالها لتفجير جهاز البلوتونيوم. ساعد هورنيغ في إعداد القنبلة الذرية الأولى «الثالوث»، وشهد انفجارها، وهي أول تفجير لجهاز نووي. تم إرساله إلى أعلى البرج مرتين في اليوم السابق لطمأنة روبرت أوبنهايمر العصبي ليعلمه بأن كل شيء كان على ما يرام.
في عام 1946 انضم إلى هيئة التدريس بجامعة براون كأستاذ مساعد، وأصبح أستاذاً كاملاً في عام 1951، ومن عام 1951 إلى عام 1952، كان عميدًا مشاركًا في كلية الدراسات العليا، ثم عمل عميدًا في العام التالي. وفي عام 1957 أصبح عضوا في الأكاديمية الوطنية للعلوم وفي نفس العام انتقل إلى جامعة برينستون في عام 1957. ثم أصبح لاحقًا رئيسًا لقسم الكيمياء في برينستون.
قبل وقت قصير من اغتيال الرئيس جون كينيدي في العام 1963، أعلن كيندي تنصيب هورنيغ كمستشار علوم الرئاسة، تولى هورنيغ منصبه في 24 يناير 1964، لكنه لم يكن يتمتع بعلاقات جيدة مع الرئيس الجديد ليندون جونسون، الذي كان على علاقة سيئة مع العديد من العلماء. ترك هورنيغ منصبه في نهاية ولاية الرئيس جونسون في عام 1969، وقبل منصبًا تنفيذيًا في شركة إيستمان كوداك.
في عام 1970 أصبح رئيسًا لجامعة براون، وظل في منصبه حتى استقال في عام 1976. ولوحظ أن نهاية فترة رئاسته تزامنت مع التخفيضات المالية في الجامعة، والتي قوبلت بإحتجاجات الطلاب. بعد ذلك أصبح أستاذًا للكيمياء في الصحة العامة في جامعة هارفارد، ومن عام 1987 إلى عام 1990، خدم في كلية الصحة العامة بجامعة هارفارد كرئيس لقسم الصحة البيئية. وتقاعد هورنيغ في عام 1990.
منذ عام 2013، تم إدراج هورنيغ في المجلس الاستشاري للمركز الوطني لتعليم العلوم.
توفي هورنيغ نتيجة مرض الزهايمر في بروفيدنس، رود آيلاند في 21 يناير 2013.

## الجوائز والتكريمات
- حائز على جائزة تشارلز لاثروب بارسونز من الجمعية الكيميائية الأمريكية، 1967.[13]
- دكتوراه فخرية بالقانون. د من كلية بوسطن، 12 نوفمبر 1966.[14]
- دكتوراه فخرية من جامعة ميريلاند، 1965.[15]
- دكتوراه فخرية من جامعة سيراكيوز، 1968.[16]
- عضو الأكاديمية الوطنية للعلوم.
- عضو الأكاديمية الأمريكية للفنون والعلوم.
- عضو الجمعية الفلسفية الأمريكية.
- حاصل على زمالة غوغنهايم.
- حاصل على منحة فولبرايت.

## روابط خارجية
- مقابلة التاريخ الشفوي مع دونالد هورنيج، من مكتبة ليندون بينز جونسون
- حلقة بودكاست قصر الذاكرة حول دور هورننغ الغريب خلال اختبار القنبلة الأول

| مناصب أكاديميَّة | مناصب أكاديميَّة | مناصب أكاديميَّة |
| -------------- | -------------- | -------------- |
| سبقه           | '              | تبعه           |